# 國領屋一家
國領屋一家（こくりょうやいっか）は、日本の静岡県浜松市に本部を置く暴力団で、指定暴力団山口組の二次団体。旧称“芳菱会”（ほうりょうかい）

## 来歴
安政4年に大谷亀次郎(通称は亀吉)が浜松伝馬町に博徒を集め、自らは國領屋亀吉を名乗り一家を形成。明治17年頃に縄張りは三分割され、浜松中央部が國領屋鍛冶町一家、北部を同下垂一家が、南部を同成子一家が鼎立、代々跡目を継承した。なお成子一家は1984年に一力一家に改称される。1970年頃、國領屋三派の各組長が山口組の梶原清晴と兄弟分の縁組を、更に山口組の田岡組長と親子の縁組を結び、正式に山口組傘下に入った。中でも成子一家の伊堂敏雄は静岡県内にその勢力を拡大させたが、山口組が田岡組長から竹中四代目組長となると引退をした。

### 芳菱会
國領屋下垂一家がルーツとなっている。
浜松市を本拠に瀧澤孝が結成。浜松市内に本部を置いた。1984年に「國領屋下垂一家九代目」として山口組の直参に昇格、その後“芳菱会”へ改名。さらに、鍛冶町一家、下垂一家を傘下に置いた（國領屋一力一家は一力一家として独立した）。
瀧澤は五代目ならびに六代目体制下の山口組で若頭補佐の役にあり、最高幹部の一員として山口組執行部の一翼を担った。2008年に病気療養を理由に執行部を退き、1990年から継続して務めてきた山口組関東ブロック長の役も同時に退任、新たに「顧問」の役に就いた。
山口組関東ブロック長としての首領の瀧澤は“浜松以東の山口組を牛耳っていた”状態にあったと見られている。この「芳菱会」の時代には、「國領屋下垂一家」、「國領屋鍛冶町一家」、「霊岸島桝屋服部会」、「三室組」、「松下組」、「桜井興業」、「大西組」、「尾高組」、「盛道会」、及び「花井興業」等の傘下組織があり、関東、東北にも進出していた。

### 國領屋一家
2009年、瀧澤の引退に伴い芳菱会は解散。若頭の役にあった富田丈夫が同組織の地盤を引き継ぐ形で「國領屋一家」を発足させた。「下垂一家」、「鍛冶町一家」は現在も残っている。
2019年7月、戸塚幸裕が國領屋一家二代目総長を継承した。

## 情勢
静岡県にあっては、同じく山口組系の「一力一家」「清水一家」「藤友会」「良知組」「弘道会」「小西一家」、稲川会系の「大場一家」「東一家」「森田一家」、極東会系の「松山連合会」「眞誠会」と並んで、県内での活動が見られる代表的な暴力団の一つである（2012年時点）。
2019年、山口組の総本部事務所（神戸市）の使用が暴力団対策法に基づき制限されると、浜松市の國領屋一家本部事務所が山口組の行事の場として使用されるケースが見られるようになった。2022年7月と12月には、山口組幹部と稲川会幹部の面会にも同事務所が使用されている。

## 歴代
- 芳菱会総長：瀧澤孝
- 國領屋一家初代総長：富田丈夫 - 1943年生[11]。浜松生まれで、賭場への出入りを通して國領屋下垂一家の組員と知り合った縁から1966年頃に同組織の若衆となり、同組織が「國領屋下垂一家九代目」として山口組の直系組織（二次団体）に昇格した1984年以降、一貫して同組織の若頭を担うこととなった[7]。芳菱会時代には傘下国領屋下垂一家の首領で、同会第二の有力者であった[12]。瀧澤孝の引退に伴い、2009年に山口組の直参に昇格。同時に“國領屋”の名跡を復活させた[11]。2012年4月における山口組の大幅な刷新人事に伴い「幹部」の役に昇格[7]。2018年に体調不良を理由に若中筆頭に直り、2019年引退。
- 國領屋一家二代目総長：戸塚幸裕（1969年〈昭和44年〉5月10日生[13]（56歳））
  - 2020年10月13日、浜松中央警察署や静岡県警捜査四課などは、戸塚幸裕総長と会社員1人を逮捕した[14]。逮捕容疑は、2018年8月下旬ごろ、暴力団などの入居が認められていないにもかかわらず、戸塚総長が総長就任前に組長を務めていた組織の事務所として[2]同市中区のアパートを契約し、賃借権を不正に取得したとされる[14]。
  - 2025年3月18日、静岡地方裁判所浜松支部（高島由美子裁判官[15]）は、2024年行われた「浜松まつり」「遠州大名行列・舞車いわた大祭り」「見付天神裸祭」の3つの祭りで戸塚幸裕総長が実質的に露店を経営することを隠して出店を申し込み、露店を出す権利（3つの祭りで計42店の出店権[15]）を不正に取得した詐欺の罪に問われ、懲役2年の実刑判決（求刑懲役3年[15]）、それに戸塚幸裕総長と建設業2人の3人に、祭りの売上金にあたる追徴金あわせて858万200円を連帯して支払うよう言い渡した[16]。